# 私たちらしいルール
「私たちらしいルール」（わたしたちらしいルール）は、Winkの23枚目のシングル。1995年3月1日にポリスターより発売された。

## 解説
表題曲は、「トゥインクル トゥインクル」以来2作ぶりに秋元康が作詞を担当したWinkの楽曲。作曲は杉真理、編曲は門倉聡が担当している。
ABC・テレビ朝日系ドラマ『恋人をつくる100の方法』（1995年2月14日 - 3月21日放送）のエンディング・テーマとして使用された。
カップリング曲は「これが恋と呼べなくても」。作詞を芹沢類、作曲をOsny Melo、編曲を門倉聡が担当している。
1995年3月1日に発売。オリコンチャートの週間ランキングでは、3月13日付の初登場46位を最高位とし、以後、100位以内には、3月27日付の91位まで、3週連続ランクインした。同チャートの年間ランキングでは、1995年度において売上1.634万枚により546位となっている。
なお、Winkの表題曲として制作された楽曲としては、1991年12月16日発売の「追憶のヒロイン/イマージュな関係」以来、4年ぶりにミュージック・ビデオが制作されなかった。

## 収録曲
※ 全編曲：門倉聡
1. 私たちらしいルール
  - 作詞：秋元康、作曲：杉真理
2. これが恋と呼べなくても
  - 作詞：芹沢類、作曲：Osny Melo

## 収録アルバム
- 私たちらしいルール
  - Flyin' High
  - Reminiscence
  - WINK MEMORIES 1988-1996

- これが恋と呼べなくても
  - Flyin' High

## テレビ番組における歌唱
※ 在京キー局のテレビ番組の放送日は首都圏のもの。地方の系列局の放送日は異なる場合がある。
- 私たちらしいルール

| 放送日 (曜日)              | 番組名                      | 放送局     | 備考 |
| -------------------------- | --------------------------- | ---------- | --- |
| 1995.02.16 (木) 深夜[注 1] | M-STAGE[注 1]               | 日本テレビ | |
| 1995.02.26 (日)[注 2]      | まいど!音楽ラスベガス[注 2] | テレビ朝日 | 収録日は1995年2月9日(木)[7]。 Winkは同番組の前々回2月12日(日)および前回同月19日(日)放送分にも出演[注 3]。 |
| 1995.03.12 (日)[注 4]      | スーパーJOCKEY[注 4]        | 日本テレビ | |
| 1995.04.04 (火)[注 5]      | ザ・ベストテン復活版[注 5]  | TBS        | |